# Eudulophasia seminigra
Eudulophasia seminigra là một loài bướm đêm trong họ Geometridae.